# Alexandra Soler
Pour les articles homonymes, voir Soler.
Alexandra Soler, née le 14 octobre 1983 à Béziers, est une gymnaste artistique française.
Elle est sacrée championne de France au sol en 1998.
Elle dispute à l'âge de 16 ans les Jeux olympiques d'été de 2000 à Sydney, sans obtenir de podium.